# Dimartinia
Dimartinia pristina is een uitgestorven buideldierachtige behorend tot de Sparassodonta die tijdens het Mioceen in Zuid-Amerika leefde.

## Fossiele vondsten
Fossiel materiaal van Dimartinia is gevonden bij de Arroyo Chasicó-locatie van de Cerro Azul-formatie in de Argentijnse provincie Buenos Aires. Deze locatie dateert uit het Laat-Mioceen met een ouderdom van 9,7 tot 8,7 miljoen jaar. Van Dimartinia zijn een onderkaak en tanden gevonden.

## Verwantschap
Dimartinia is het zustertaxon van de Thylacosmilidae en samen vormen ze de Thylacosmiliformes.

## Kenmerken
Dimartinia was een carnivoor. Het lichaamsgewicht wordt geschat op ongeveer drie kilogram. Dit maakt Dimartinia een relatief kleine sparassodont vergeleken met zijn verwanten en andere sparassodonten van Arroyo Chasicó.  Dimartinia had in tegenstelling tot de Thylacosmilidae geen sabeltanden.